# Henkel
Henkel är en global koncern med varumärken och teknologi inom tre affärsområden: skönhet, tvätt- och hushållsrengöring samt lim, tätning och ytbehandling. Företaget riktar sig mot såväl konsumenter som till industrin. 
Henkel grundades 1876 och har idag verksamhet i 125 länder och är cirka 47 000 anställda. Huvudkontoret ligger i Düsseldorf och heter Henkel AG & Company, KGaA Kommanditgesellschaft auf Aktien. Företaget grundades  1876 i Aachen som Henkel & Cie av Fritz Henkel, en 28-årig köpman som var intresserad av vetenskap, och ytterligare två partners. De marknadsförde sin första produkt, "Universalwaschmittel", ett universellt rengöringsmedel baserat på silikat. År 2012 rapporterade Henkel en omsättning på 16 510 miljoner euro och en vinst på 2 335 miljoner euro. Henkel är börsnoterat på DAX. I Henkels internationella varumärkesportfölj finns bland annat Persil, Bref, Schwarzkopf, Fa, Pritt och Loctite. 
Henkel Norden har marknadsledande varumärken som Schwarzkopf, Barnängen, Loctite och Pattex. Henkel Norden består av cirka 440 medarbetare och rapporterade år 2012 en omsättning på 207,6 miljoner euro. 
År 2012 listades Henkel i Dow Jones Sustainability Index för sjätte året i rad tack vare sitt gedigna hållbarhetsarbete världen över.

## Historia
Historia Henkel, globalt och i Norden:
- 1873	Den första Barnängentvålen produceras i Sverige
- 1876	Fritz Henkel grundar företaget Henkel & Cie i Aachen I Tyskland
- 1878   Henkel startar produktion av tvätt- och rengöringsmedel. Lansering av Henkel’s Bleich Soda
- 1907 	Tvättmedlet Persil lanseras i Tyskland
- 1907 	Rengöringsmedlet Havu Mäntysuopa lanseras i Finland
- 1922 	Henkel startar sin första produktion av lim – främst för eget användande.
- 1922   Persil lanseras i Danmark
- 1923	Henkel & Co AS grundas i Köpenhamn
- 1924	Persil lanseras i Finland
- 1925 	Henkel Kemiskt-Tekniskt Aktiebolag grundas i Stockholm
- 1930	Henkel AS grundas i Oslo
- 1930 	Henkel & Cie grundas i Helsingfors för import av tvättmedel
- 1931   Henkel Kemiskt-Tekniskt AB i Stockholm förvärvar Helios kemisk-tekniska fabriker.
- 1931   Produktion av Persil och Vita Tvättbjörn startar ett år senare.
- 1954   Henkel lanserar tvålen Fa
- 1956	Plastic padding lanseras i Norden
- 1983	Första fosfatfria tvättmedlet lanseras i Tyskland, Dixan
- 1985   Henkel blir börsnoterat på DAX i Tyskland
- 1992	Henkel förvärvar Barnängen
- 1992   Henkels nordiska verksamheter går samman och bildar Henkel Norden AB med huvudkontor i Stockholm
- 1995	Henkel förvärvar hårvarumärket Hans Schwarzkopf GmbH, Hamburg
- 1997	Henkel förvärvar Loctite och stärker sin position på världsmarknaden för lim
- 1997   Henkel förvärvar Hackman Havi i Finland och stärker sin position inom tvättmedel/hushållsrengöring i norra Europa
- 2004   Henkel köper Dial Corporation i USA, det tidigare Dial Corporation heter idag Henkel Corporation, och är ett amerikanskt företag baserat i Scottsdale,  Arizona.
- 2008   Henkel köper lim- och elektronikverksamheterna inom National Starch. År 2008 blev Henkel KGaA Henkel AG & Co. KGaA. Samma år avgick Prof. Dr. Ulrich Lehner från sin position som ordförande i styrelsen för Henkel KGaA. Han efterträddes av Kasper Rorsted.
- I september 2009 valdes Dr. Simone Bagel-Trah till ny ordförande av Henkel Shareholers' Committée samt Henkels förvaltningsråd. Albrecht Woestes avgång markerade övergången från den fjärde generationen av Henkelfamiljen till den femte. Woeste  hade varit ledamot i utskottet sedan 1976 och dess ordförande sedan 1990.
- Under 2010 definierade Henkel en ny vision: "En global ledare inom varumärken och teknologier". För att genomföra dem i företagets arbetsmiljö, var de fem värdena "kunder", "människor", "finansiella resultat", "hållbarhet" och "familj" diskuteras av alla medarbetare i cirka 5000 verkstäder.
- Under 2011 introducerade Henkel sin nya corporate design i kombination med lanseringen av sin nya krav. "Henkel - Excellence är vår passion".
- År 2014, erbjöd sig Henkel, som är specialist på tvättprodukter, att köpa det franskbaserade tvätthjälpmedlet till skokrämtillverkaren Spotless för 940 miljoner euro (cirka 1,3 miljarder dollar) i kontanter. "Genom att förvärva Spotless, kommer vi att stärka vår marknadsposition och ange mycket lönsamma tillväxtsegment," uttalade sig Henkels VD på den tiden, Kasper Rorsted, till journalister. Affären skulle öka Henkels andel något på den US$ 82 miljarder globala tvättvårdmarknaden till 8,7%, fortfarande långt efter Procter & Gambles marknadsandel på 26,6% och Unilevers 14,8%. (Unilever säljer Persil tvättmedel, ett av Henkels varumärken, helt på vissa marknader.
- I maj 2015 slutfördes övertagandet av Spotless, som var föremål för godkännande från konkurrensmyndigheterna.
- Den 1 maj 2016 tog Hans Van Bylen över positionen som ordförande i Henkels styrelse.[2]